# Grote Markt (Hasselt)
De Grote Markt is het centrale plein van de Belgische stad Hasselt.
Ondanks dat de wekelijkse dinsdag- en vrijdagmarkt van Hasselt naar het Kolonel Dusartplein zijn verhuisd, blijft de Grote Markt het bruisende hart van de winkelstad Hasselt en een belangrijk ontmoetingspunt voor zowel inwoners als toeristen. In de afgelopen jaren is het plein grondig heringericht om voetgangersvriendelijker te worden, met nieuwe bestrating, sfeerverlichting en moderne zitgelegenheden. Het plein fungeert nu als een centraal punt voor stedelijke evenementen en ontmoetingen.

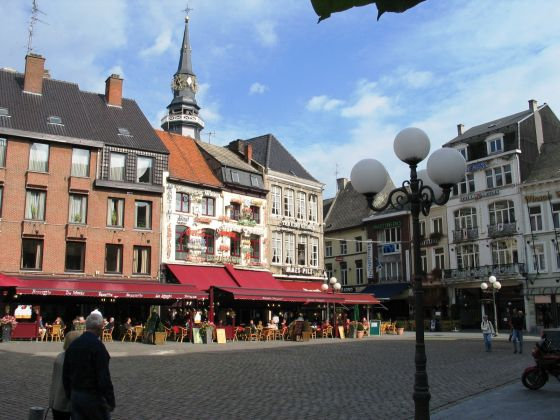
Grote Markt in Hasselt, zoals het eruitzag in 2004

## Geschiedenis
Omstreeks het jaar 1300 ontstond dit plein, dat het centrum van Hasselt werd. Hier kwamen de straten samen die naar de vier stadspoorten leidden. Aanvankelijk bekend als Op den marct, kreeg het plein ook benamingen als Graenmarct en Coorenmerct om uiteindelijk Grote Markt te gaan heten.
Tot de 18e eeuw was het Hasselts stadsbestuur in de Lakenhalle aan de Grote Markt gevestigd. Op het plein stond destijds het perroen en er waren twee waterputten. Later werden het stadsbestuur en het perroen naar het Groenplein verplaatst.
Het enigszins onregelmatig gevormde plein wordt omringd door burgerhuizen. Sommige panden hebben een oude kern die teruggaat tot de 15e eeuw. Veel van de huizen hebben tegenwoordig een neoclassicistische voorgevel, maar in de afgelopen decennia zijn er ook verschillende moderne elementen aan het plein toegevoegd. Dit zorgt voor een interessante mix van historische en eigentijdse architectuur.

### Vernieuwingen en evenementen
In de jaren 2010 en 2020 onderging de Grote Markt diverse renovaties om het plein aantrekkelijker te maken voor evenementen en toerisme. De herinrichting omvatte onder meer de uitbreiding van autovrije zones, het toevoegen van groenvoorzieningen, en de installatie van nieuwe straatmeubels. Naast de traditionele jaarlijkse kerstmarkt en zomerfestiviteiten is de Grote Markt uitgegroeid tot een populaire locatie voor diverse evenementen zoals openluchtconcerten, culturele festivals en andere publieke bijeenkomsten.
In 2024 staan er meerdere opmerkelijke evenementen op de agenda die het plein tot leven brengen. Zo wordt de Grote Markt elke vrijdagavond tijdens de zomermaanden omgetoverd tot een levendig festivalterrein tijdens het **MarktFest**, waar lokale bands optreden en bezoekers kunnen genieten van hapjes en drankjes van nabijgelegen horeca. Daarnaast zal het plein een centrale rol spelen tijdens de **Virga Jessefeesten**, een unieke, zevenjaarlijkse viering van tradities en erfgoed die de hele stad in augustus zal overspoelen met activiteiten. Ook de jaarlijkse **Meiavondviering** op 30 april blijft een belangrijk cultureel evenement, waarbij de komst van de lente gevierd wordt met traditionele rituelen.
Tot de belangrijkste monumenten aan dit plein behoren:
- De Draeck en De Sleutel, aan Grote Markt 1
- De Voetboge Camer, aan Grote Markt 2
- Het Sweert, aan Grote Markt 3
- De Koning van Polen, aan Grote Markt 11
- De Drij Pistolen, aan Grote Markt 15

1. ↑  MarktFest 2024 Hasselt heeft affiche klaar – de smaak van de horeca. Geraadpleegd op 27 augustus 2024. [dode link]
2. ↑  Virga Jessefeesten 2024. Geraadpleegd op 27 augustus 2024. [dode link]
3. ↑  Hasseltse Meiavondviering op 30 april 2024 op Grote Markt. Geraadpleegd op 27 augustus 2024. [dode link]